# Roland Gay
Roland Bertil Gay, född 12 september 1913 i Stockholm, död 15 februari 1988, var en svensk läkare. 
Gay, som var son till köksmästare Louis Gay och Alice Clahr, avlade studentexamen 1932, blev medicine kandidat vid Karolinska Institutet 1937 och medicine licentiat där 1943. Han var assistentläkare och vikarierande underläkare på olika sjukhus 1943–1945, underläkare vid röntgenavdelningen på Sahlgrenska sjukhuset 1946–1949, vid Jubileumskliniken där 1950–1951, röntgenavdelningen på Södersjukhuset 1951, Serafimerlasarettet 1951–1953, biträdande överläkare på Falu lasarett 1953–1956, överläkare vid röntgenavdelningen på Varbergs lasarett 1956–1962, Östersunds lasarett 1962–1964 och Halmstads lasarett sedan 1964.